# William H. Tunner

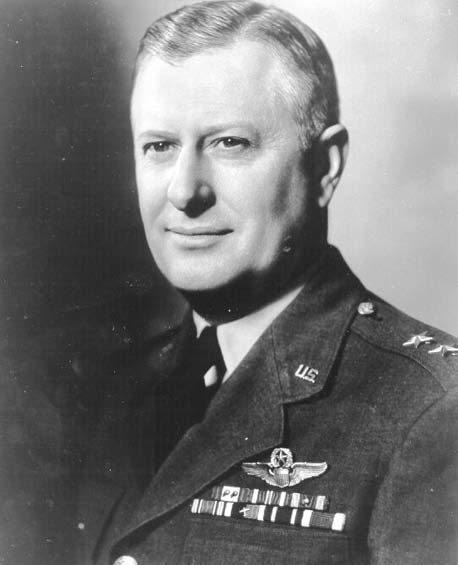
William H. Tunner

William Henry Tunner (* 14. Juli 1906 in Elizabeth, New Jersey; † 6. April 1983 in Gloucester County, Virginia) war ein US-amerikanischer Generalleutnant der United States Army Air Forces (USAAF) bzw. deren Nachfolger US Air Force. Tunner zeichnete sich durch seine Leistungen bei der Einrichtung, Optimierung und Durchführung von globalen Logistiklösungen auf dem Luftweg aus, darunter der Hump-Luftbrücke zwischen Indien und China (1942–1945), der Berliner Luftbrücke (1948–1949) und der Luftbrücke im Koreakrieg (1951–1953).

## Jugend und Ausbildung
Tunners Vorfahren stammten aus dem steirischen Leoben/Österreich; dazu zählten der Bergbaupionier, Abgeordnete im Reichstag und Gründer der Montanuniversität Leoben Peter Tunner (1809–1897) sowie dessen gleichnamiger Vater, Peter Tunner der Ältere (1786–1844), ebenfalls ein Bergbau- und Erzfachmann. Tunners Vater hatte an der von seinem Ahnen gegründeten Schule in Leoben Ingenieurwesen studiert, ehe er nach Amerika auswanderte. Als eines von fünf Kindern absolvierte William Henry Tunner nach dem Abschluss der High School die US Military Academy in West Point, die er 1928 mit dem Rang eines Second Lieutenant abschloss. 1929 graduierte er an der Advanced Flying School des United States Army Air Corps (USAAC) in Kelly Field (Texas).

## Einsätze 1930–1941, Ferrying Command, WASP
In den Jahren zwischen 1930 und 1941 diente er bei mehreren Taktischen und Trainingseinheiten, bevor er während des Zweiten Weltkriegs General Robert Olds 1941 bei der Organisation des Ferrying Command half. Als Ergebnis daraus reorganisierte das USAAC (ab Juni 1941 USAAF) das Ferrying Command. Im Juli 1942 wurde das Ferrying Command in Air Transport Command (Lufttransportkommando) umbenannt und Tunner, mittlerweile Colonel, wurde Kommandierender Offizier der Ferrying Division. In dieser Stellung setzte er den bereits früher vorgeschlagenen Einsatz von weiblichen Piloten – zumindest für nichtmilitärischen Einsatz, z. B. für Überführungsflüge, und nur im Inland – durch (Women Airforce Service Pilots, WASP). Das ermöglichte die Freistellung männlicher Piloten für den Kampf- und Auslandseinsatz.

## Die drei strategischen Luftbrücken
Tunner zeichnete sich in den folgenden Jahren durch seine Leistungen bei der Einrichtung, Optimierung und Durchführung von bisher unbekannten, globalen Logistiklösungen auf dem Luftweg besonders aus. Dazu zählten:

### The Hump, der Airlift zwischen Indien und China (1942–1945)
Im September 1942 wurde Tunner zum Chinesisch-Burmesisch-Indischen Kriegsschauplatz berufen und kommandierte die Indisch-Chinesische Division des Lufttransportkommandos. Dort überwachte er den Lufttransport von Versorgungsgütern und Menschen nach China. Die Luftbrücke wurde wegen der Höhen von über 8.000 Metern im Himalaya, die zu überfliegen waren, auch Hump-Luftbrücke genannt. Über die Luftbrücke lieferten Tunner und seine Crew 71.000 Tonnen Material nach China, weit mehr als alles was jemals zuvor auf dem Luftwege transportiert wurde. In seinem Buch „Over the Hump“ aus dem Jahr 1964 berichtete Tunner später von seinen Erfahrungen während dieser Operation. Die Hump-Luftbrücke war die erste strategische Luftbrücke und setzte Grundlagen für spätere Luftbrücken wie die Berliner Luftbrücke.

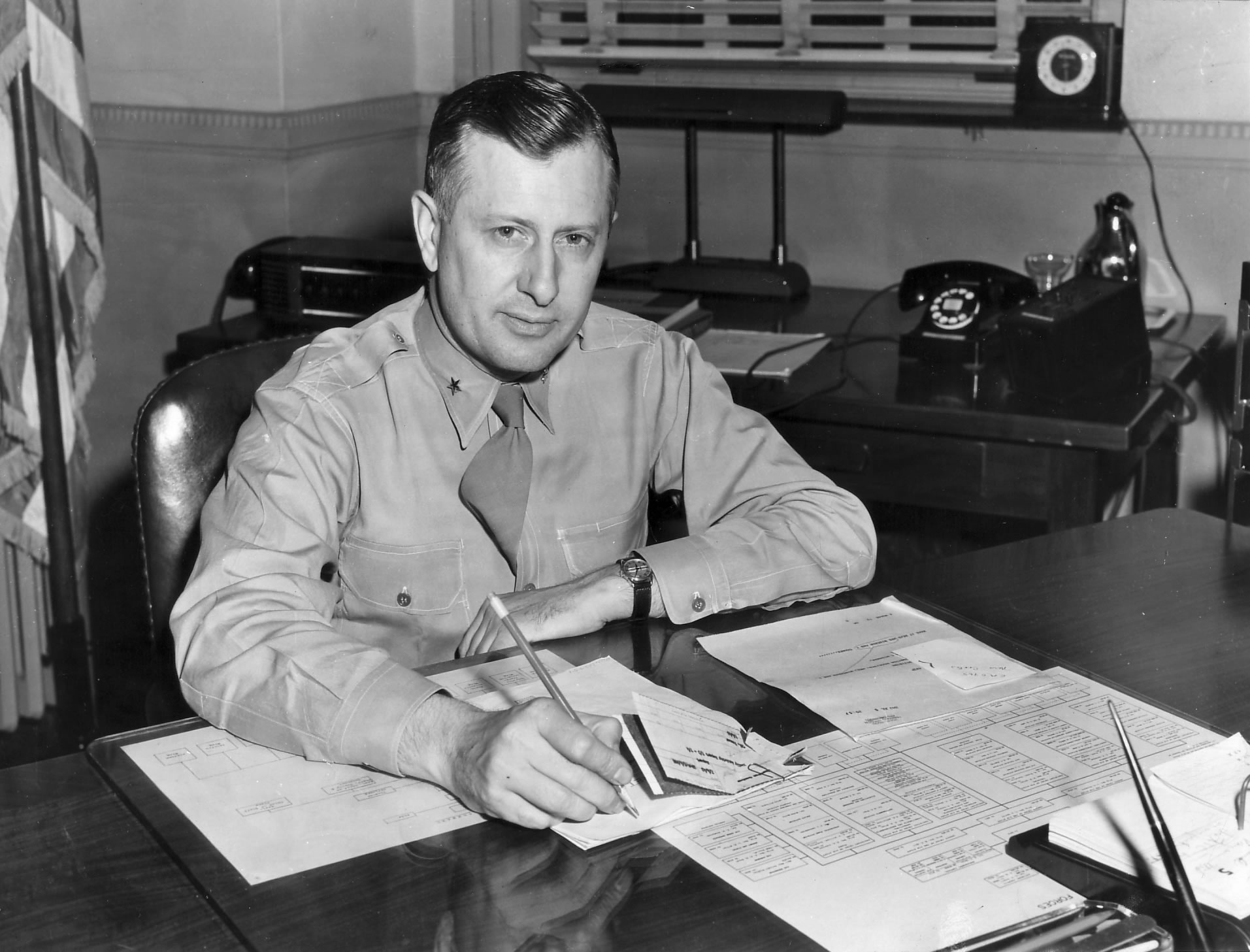
William H. Tunner an seinem Schreibtisch

### Die Berliner Luftbrücke (1948–1949)
Am 24. Juni 1948 blockierte die Sowjetunion alle Land- und Seeversorgungswege nach Berlin (Berlin-Blockade). Die USA verhinderten diesen Versorgungsengpass durch die ausschließliche Versorgung der damals mit 2,5 Millionen Einwohnern und 6.000 Mann Besatzungstruppen fünftgrößten Stadt der Welt aus der Luft. Auf General Tunner fiel die Wahl, die groß angelegte Operation (Berlin Airlift) zu leiten. Aufgrund der meisterhaften Leitung durch General Tunner und seiner Flugzeugmannschaften war die Luftbrücke weitaus erfolgreicher als die Berechnungen.

### Die Luftbrücke im Koreakrieg (1951–1953)
Während des Koreakrieges von 1950 bis 1953 organisierte Tunner erneut eine Luftbrücke und bekam für die dortige Operation das Distinguished Service Cross, das ihm von General Douglas MacArthur überreicht wurde.

## Oberkommandierender der USAF Europe (1953–1960)
Am 27. Juli 1953 kehrte der mittlerweile zum Major General beförderte William Tunner nach Deutschland zurück und wurde Oberkommandierender der US Air Forces in Europe mit Sitz in Wiesbaden und zugleich zum Lieutenant General befördert. Diesen Posten behielt er bis zum 1. Juli 1957. Als Tunner am 31. Mai 1960 in den Ruhestand verabschiedet wurde, hatte er die drei bis dahin größten Luftbrücken kommandiert.

## Leben nach dem Ruhestand
Am 5. Januar 1982 erhielt er aus der Hand des deutschen Botschafters in den Vereinigten Staaten, Peter Hermes, für seine Verdienste um die Bundesrepublik Deutschland das Große Verdienstkreuz mit Stern des Bundesverdienstordens. In Erinnerung an ihn wurde am 1. Juni 2000 eine Straße auf dem Gelände der ehemaligen Kaserne McNair Barracks im Berliner Stadtteil Lichterfelde in William-H.-Tunner-Straße benannt.
William H. Tunner war zwei Mal verheiratet, aus der ersten Ehe hatte er zwei Söhne, als Witwer aus der zweiten Ehe eine Tochter.

## Zitate
- „Wir können alles jederzeit überallhin transportieren.“ (Antwort auf die Frage von General Lucius D. Clay zur Durchführbarkeit der Berliner Luftbrücke)[3]

## Schriften
- Over the hump. New York, Duell, Sloan, and Pearce 1964 (Nachdruck mit neuem Vorwort: Airforce History Museums Program 1998).